# Fryderyk IV (burgrabia Norymbergi)
Fryderyk IV Hohenzollern (ur. około 1287, zm. 1332) – burgrabia Norymbergi w latach 1300–1332, młodszy syn Fryderyka III (burgrabiego Norymbergi) i Heleny Saskiej. Był szóstym burgrabią norymberskim pochodzącym z rodu Hohenzollernów.
Tron objął po śmierci starszego brata, Jana, w 1300 r. Wspierał Ludwika Bawarskiego w bitwie przeciw Austrii pod Mühldorfem 28 września 1322 r. W 1331 roku nabył miasto Ansbach.
Poślubił 2 sierpnia 1307 Małgorzatę Karyncką, mieli następujące dzieci:
1. Jan II (burgrabia Norymbergi)
2. Konrad
3. Fryderyk - biskup Ratyzbony
4. Albrecht
5. Berthold - biskup Eichstädt
6. Helena
7. Anna
8. Małgorzata
9. Agnieszka
10. Katarzyna

## Zobacz
- Burgrabstwo Norymbergi